# Kambathanahalli, Harihar
Kambathanahalli là một làng thuộc tehsil Harihar, huyện Davanagere, bang Karnataka, Ấn Độ.